# エル・マテマティコ
エル・マテマティコ（El Matematico、1940年4月20日 - ）は、メキシコ・メキシコシティ出身の覆面レスラー。
父はルディ・ガルシア。実子はマテマティコ・ジュニア、マテマティコ2号、マテマティコ3号。おじにウラカン・ラナを開発したウラカン・ラミレス、デモーニオ・ロッソ、カテドラティコ。

## 来歴
少年時代は体操選手として活躍、1958年5月2日にフランスナンシーでデビュー、1960年10月から覆面に複数の数字が施されたマスクマン「エル・マテマティコ」となる。1991年ユニバーサル・プロレスに来日し、51歳の年齢にも拘らず、鮮やかなサルト・モルタルやプランチャ・スイシーダを決めてみせた。1992年に引退。

## 得意技
- トペ・スイシーダ
- ラ・マテマティカ - メキシコ式の複合関節技。キン肉バスターの原型と言われる。

## 獲得タイトル
- UWA世界ライト級王座
- UWA世界ウェルター級王座